# Spirits!!
- 関ジャニ∞ > SUPER EIGHTのライブ一覧 > 関ジャニ∞ サマースペシャル2005〈前夜祭〉
- 関ジャニ∞ > Spirits!!

『Spirits!!』（スピリッツ）は、2005年11月23日にテイチクレコードから発売された関ジャニ∞の2枚目のライブDVD。本作にも収録されたワンマンライブは『関ジャニ∞ サマースペシャル2005〈前夜祭〉』（かんジャニエイト サマースペシャル2005 ぜんやさい）のタイトルで、同年7月30日・31日に大阪城ホールで開催された。

## 概要

### ワンマンライブ
- 本ライブは、2005年7月30日・31日に大阪・大阪城ホールにて全4公演で開催されたワンマンライブである[11][12][13]。
  - 本ライブのタイトルの通り、同年8月に開催された舞台およびライブ『関ジャニ∞サマースペシャル2005 Magical Summer』の前夜祭として開催された[11][10]。
- 本ライブの会場となった大阪城ホールでワンマンライブを行うのは自身初である[11][12]。
- 本ライブの開催前にメンバーの内博貴が活動自粛となったため、7人体制で初のライブとなった[11][12][13]。
  - これに伴い、初日公演の開演前にメンバー7人が全員で内の不祥事を謝罪した[11][12][13]。
- 本ライブで活動自粛中の内を除く7人体制で初の新曲「好きやねん、大阪。」が初披露され[14]、全4公演で各公演あたり約1万2000人ずつを動員した[11][12][13]。
- 2006年発売の1stアルバム『KJ1 F・T・O』の初回限定盤の特典DVDには、「裏Spirits!!」と題し、本ライブのバックステージの模様が収録されている[15]。

### 映像作品
- 前作『Excite!!』から約8か月振りのリリース。
- 本作発売前の2005年7月に内博貴が活動休止しているため、7人体制で初のライブ映像作品である。
- 本作は通常盤の1形態のみで発売。
- 本作には、2005年7月31日に開催された千秋楽公演の模様を収録[9][10][16]。
- 本作の初回プレス分の特典DVDには、3rdシングル表題曲『好きやねん、大阪。』のミュージック・ビデオとメイキング映像に加え、同曲がCMソングとして起用され、メンバーも出演しているハウス食品『好きやねん』のCM映像とそのメイキング映像を収録[9][10]。
  - さらに、初回プレス分には「『Spirits!!』ステッカー」を封入[9]。

## 公演日程
| 年     | 月  | 日   | 開演時間 | 会場                   |
| ------ | --- | ---- | -------- | ---------------------- |
| 2005年 | 7月 | 30日 | 14:00    | 大阪城ホール（大阪府） |
| 2005年 | 7月 | 30日 | 17:30    | 大阪城ホール（大阪府） |
| 2005年 | 7月 | 31日 | 12:00    | 大阪城ホール（大阪府） |
| 2005年 | 7月 | 31日 | 15:30    | 大阪城ホール（大阪府） |

## 販売形態
- 発売日：2005年11月23日
  - 通常盤：初回プレス分（TEBH-18、DVD-50018：2DVD）
    - 特典DVD：「好きやねんDVD」封入。
    - 「『Spirits!!』ステッカー」封入。

  - 通常盤（TEBH-8：DVD）
- 発売日：2015年7月1日
  - 通常盤：再発売（JABA-5209：DVD）
    - 自身の所属レコード会社を『テイチクエンタテインメント』から『INFINITY RECORDS』へ移籍したため、INFINITY RECORDSより再発売。

## チャート成績
- オリコンチャート
  - 2005年11月24日付の「オリコンデイリー 音楽DVDランキング」で初登場1位を獲得した[1]。
  - 2005年11月24日付の「オリコンデイリー DVDランキング」で初登場2位を獲得した[2]。
  - 初週7.5万枚を売り上げ、2005年12月5日付の「オリコン週間 音楽DVDランキング」で週間1位を獲得した[3]。
  - 翌2005年12月12日付の「オリコン週間 音楽DVDランキング」でも週間1位を獲得し、2週連続の同チャート1位獲得を果たした[4][注 2]。
  - 初週7.5万枚を売り上げ、2005年12月5日付の「オリコン週間 DVDランキング」で週間3位を獲得した[5][3]。
  - 累計126,559枚を売り上げ、2006年度「オリコン上半期 音楽DVDランキング」上半期5位を獲得した[7]。
  - 累計126,559枚を売り上げ、2006年度「オリコン上半期 DVDランキング」上半期19位を獲得した[7]。
  - 累計141,668枚を売り上げ、2006年度「オリコン年間 音楽DVDランキング」年間8位を獲得した[7]。
  - 累計141,668枚を売り上げ、2006年度「オリコン年間 DVDランキング」年間30位を獲得した[7]。

## 収録内容

### 本編映像（セットリスト）
1. ∞o'clock
2. Do you agree?
3. 旅人
4. STANCE
5. DREAMIN' BLOOD
6. 大阪レイニーブルース

〈MC-1〉
1. 愛以外のなんでもない / 錦戸亮
2. 明日 / 丸山隆平・安田章大・大倉忠義
3. All of me for you
4. 〈ジャニーズメドレー〉
  1. PGF / 横山裕・渋谷すばる・錦戸亮
  2. 剣の舞 / 村上信五・丸山隆平・安田章大・大倉忠義
  3. Let's Fight / 村上信五・丸山隆平・安田章大・大倉忠義
  4. ベスト・フレンド -BEST FRIEND- / 横山裕・渋谷すばる・錦戸亮
5. 桜援歌 (Oh!ENKA)
6. 浪花いろは節

〈MC-2〉
1. 〈Jr.コーナー[注 3]〉
  1. 止まらない想い
  2. イセイジン
2. 好きやねん、大阪。
3. マーメイド / 横山裕・村上信五
4. Name of love / 安田章大・大倉忠義
5. Go Now To The World / 丸山隆平
6. Knockin' Trackin' / 渋谷すばる・錦戸亮
7. 無限大
8. CHANCE[注 3]
9. マーチング・ドラム・ソロ / 大倉忠義
10. 〈千年メドレー〉
  1. 千年の季節 / 村上信五
  2. Ever Dream / 村上信五
  3. She's a Woman / 村上信五
11. ONE / すばるBAND
12. Heavenly Psycho
13. アメちゃん / 三兄弟（バックバンド：丸山隆平・大倉忠義）[注 4]
14. プリン / 三兄弟（バックバンド：丸山隆平・大倉忠義）[注 4]
15. 口笛の向こう

〈MC-3〉
1. 大阪ロマネスク

〈アンコール〉
1. Cool magic city

〈Wアンコール〉
1. 好きやねん、大阪。

### 特典DVD（初回プレス分）
| #         | タイトル                                       | 作詞  | 作曲・編曲 | 時間 |
| --------- | ---------------------------------------------- | ----- | ---------- | ---- |
| 1.        | 「ハウス食品『好きやねん』CM」(メイキング)     |       |            | 2:31 |
| 2.        | 「好きやねん、大阪。」(MVメイキング)           |       |            | 1:52 |
| 3.        | 「ハウス食品『好きやねん』CM」(3つの味篇)      |       |            | 0:18 |
| 4.        | 「ハウス食品『好きやねん』CM」(関ジャニ登場篇) |       |            | 0:15 |
| 5.        | 「好きやねん、大阪。」(MVコントパート撮影)     |       |            | 7:16 |
| 6.        | 「好きやねん、大阪。」(ミュージック・ビデオ)   |       |            | 4:43 |
| 合計時間: | 合計時間:                                      | 16:55 |            |      |

## グッズ
※本ライブで販売されたグッズは『関ジャニ∞サマースペシャル2005 Magical Summer』と共通。
※出典を参照。
| グッズタイトル                                 | 価格    |
| ---------------------------------------------- | ------- |
| パンフレット                                   | 2,000円 |
| ポスター（集合1種・個人7種）                   | 各800円 |
| ジャンボうちわ（個人7種）                      | 各500円 |
| ショッピングバッグ                             | 500円   |
| ジャニーズレインボーペンライト（ストラップ付） | 1,300円 |

前述の舞台『Magical Summer』の世界観を踏襲し、「真夏の夜の夢」の世界観でグッズが制作された。

## CD未収録曲

### 愛以外のなんでもない
『愛以外のなんでもない』（あいいがいのなんでもない）は、錦戸亮の楽曲。
2022年9月現在、CD未収録である。

#### クレジット（愛以外のなんでもない）
- 作詞：久保田洋司
- 作曲：岩田雅之
- 作品コード[注 7]：126-6057-4

#### 収録作品（愛以外のなんでもない）
ライブ映像
- 本項『Spirits!!』
- 12thライブDVD/Blu-ray『関ジャニズム LIVE TOUR 2014≫2015』

### 明日
『明日』（あした）は、関ジャニ∞（丸山隆平・安田章大・大倉忠義）の楽曲。
2022年9月現在、CD未収録である。

#### クレジット（明日）
- 作詞・作曲：Gajin
- 作品コード[注 7]：126-6062-1

#### 収録作品（明日）
ライブ映像
- 本項『Spirits!!』

### マーメイド
『マーメイド』は、関ジャニ∞の楽曲。
本曲は、大阪松竹座時代から披露されている楽曲。
自身のデビュー18周年記念野外ライブ『18祭』内の楽曲投票コーナーのダンス曲部門「踊!SONG」で、CD未収録曲ながら第1位を獲得した。
2022年には配信限定およびライブ音源として、配信限定ライブアルバム『18祭 "もぎたてホヤホヤ" LIVE音源』 に収録されたが、2022年9月現在、通常の音源およびCDには未収録である。

#### クレジット（マーメイド）
- 作詞：TAKESHI
- 作曲：ha-j
- 作品コード[注 7]：106-3351-1

#### 収録作品（マーメイド）
ライブ映像
- 本項『Spirits!!』

※横山・村上がユニットで披露。
- 6thライブDVD『COUNTDOWN LIVE 2009-2010 in 京セラドーム大阪』
- 21stライブDVD/Blu-ray『KANJANI∞ STADIUM LIVE 18祭』

ライブ音源
- 配信限定ライブアルバム『18祭 "もぎたてホヤホヤ" LIVE音源』

### Name of love
『Name of love』（ネーム オブ ラブ）は、関ジャニ∞の楽曲。
2022年9月現在、CD未収録である。

#### クレジット（Name of love）
- 作詞・作曲：Per Liden
- 日本語詞：TAKESHI
- 作品コード[注 7]：0O2-2967-1

#### 収録作品（Name of love）
ライブ映像
- 本項『Spirits!!』

### Go Now To The World
『Go Now To The World』（ゴー ナウ トゥー ザ ワールド）は、関ジャニ∞の楽曲。
2022年9月現在、CD未収録である。

#### クレジット（Go Now To The World）
- 作詞：相田毅
- 作曲：オオヤギヒロオ
- 作品コード[注 7]：111-4945-1

#### 収録作品（Go Now To The World）
ライブ映像
- 本項『Spirits!!』

### Knockin' Trackin'
『Knockin' Trackin'』（ノッキン トラッキン）は、関ジャニ∞の楽曲。
2022年9月現在、CD未収録である。

#### クレジット（Knockin' Trackin'）
- 作詞：相田毅
- 作曲：谷本新
- 作品コード[注 7]：107-1275-5

#### 収録作品（Knockin' Trackin'）
ライブ映像
- 本項『Spirits!!』
- 3rdライブDVD『Heat up!』

### アメちゃん
『アメちゃん』は、三兄弟の楽曲。
1stアルバム『KJ1 F・T・O』の通常盤初回プレス分に付属している、三兄弟の『オリジナルジャケット』内の「三兄弟の軌跡」によると、本曲は2003年の冬に制作された。
2022年9月現在、CD未収録である。

#### クレジット（アメちゃん）
- 作詞：ユウ
- 作曲：チパ
- 作品コード[注 7]：126-6070-1

#### 収録作品（アメちゃん）
ライブ映像
- 本項『Spirits!!』